# Rusko budoucnosti
Rusko budoucnosti (rusky Россия Будущего) je ruská opoziční politická strana. Roku 2013 se jejím předsedou stal Alexej Navalnyj. V roce 2015 byla straně rozhodnutím ministerstva spravedlnosti RF zrušena státní registrace, nemůže se tak účastnit voleb. V lednu 2018 Navalnyj oznámil, že se svými straníky podniknou 7. pokus stranu zaregistrovat.

## Historie
Založení nové politické strany, prosazující větší občanskou participaci pomocí informačních technologií, oznámil 26. července jekatěrinburgský městský zastupitel a IT specialista Leonid Volkov. 15. prosince se v Moskvě konal ustavující sjezd strany Národní aliance (původní název), na kterém vystoupil ještě jako nestraník Alexej Navalnyj.
V dubnu 2013 podala Národní aliance na ministerstvo spravedlnosti dokumenty potřebné pro registraci, téhož měsíce ovšem byla kvůli údajným formálním nedostatkům registrace pozastavena. Další pokus o registraci byl učiněn 15. června 2013, 5. července však byla registrace opět zamítnuta.
15. září 2013 vstoupil do strany Alexej Navalnyj, který krátce před tím získal ve volbách starosty Moskvy 27 % hlasů. 17. listopadu na dalším ustavujícím sjezdu byl zvolen předsedou strany hlasy 88 ze 108 delegátů.
V lednu 2014 byla registrace opět zamítnuta, na sjezdu následujícím 8. února byl název změněn na Stranu pokroku. 25. února 2014 byla strana konečně ministerstvem spravedlnosti zaregistrována a mohla začít registrovat regionální pobočky, kterých musí podle ruských zákonů být nejméně 43 v různých regionech. Regionální pobočky ministerstva spravedlnosti však v mnoha případech registraci odmítaly, v jednom případě i kvůli chybějícímu odsazení jednoho řádku v předkládaných dokumentech. Probíhající soudní procesy celou záležitost prodloužily, nicméně 26. září byly podmínky splněny a strana byla registrována.
28. dubna 2015 byla registrace opět zrušena s odkazem na narušení formálních náležitostí při registraci. Strana pokroku se obrátila na Evropský soud pro lidská práva.
11. ledna 2018 Alexej Navalnyj prohlásil, že vedení strany provede 7. pokus zaregistrovat stranu a na 3. března svolal ustavující sjezd.
28. března 2019 v Kalužské oblasti vedení strany provedlo 9. pokus zaregistrovat stranu pod názvem Rusko budoucnosti. 